# TRANSYS
TRANSYS（トランシス）は、北海道千歳市に本拠地を置き、日本野球連盟に加盟している社会人野球のクラブチームである。
特定非営利活動法人「北海道マーリンズ」が運営し、MLBのマイアミ・マーリンズと提携している。

## 概要
2005年2月に駒澤大学附属苫小牧高等学校のOBを中心『CBC北海道（Chitose Baseball Club Hokkaido）』として創部し、6月23日付けで日本野球連盟に加盟。
2005年7月7日、MLBのフロリダ・マーリンズと業務提携を行う。社会人野球チームとMLB球団との提携は日本で初のことである。また、同年10月4日にNPO法人資格を申請し、12月14日に取得した。提携に伴い、2006年2月14日付けでチーム名を『北海道マーリンズ』に改称した。
2008年、千歳市に本社を置く運送会社の新日本トランシス（2010年に「トランシス」に改称）をスポンサーに迎え入れ、3月21日付けでチーム名を『トランシス・マーリンズ』に改称した。
2009年、クラブ選手権に初出場を果たす（初戦敗退）。
2011年3月4日付けで、チーム名を『トランシス』に改称した。
2013年12月18日付けで、チーム名を『TRANSYS』に改称した。

## 沿革
- 2005年2月 - 『CBC北海道』として創部。
- 2005年6月23日 - 日本野球連盟に加盟。
- 2005年7月7日 - MLBのフロリダ・マーリンズと業務提携を行う。
- 2005年12月14日 - NPO法人資格を取得。
- 2006年2月14日 - チーム名を『北海道マーリンズ』に改称。
- 2008年3月21日 - チーム名を『トランシス・マーリンズ』に改称。
- 2009年 - クラブ選手権に初出場。
- 2011年3月4日 - チーム名を『トランシス』に改称。
- 2013年12月18日 - チーム名を『TRANSYS』に改称

## 主要大会の出場歴・最高成績
- 全日本クラブ野球選手権大会 - 出場3回
- JABA一関市長旗争奪クラブ野球大会 - 優勝1回（2016年）
- ナショナルクラブベースボールシリーズ - 出場2回、優勝1回（2007年）

## 出身プロ野球選手
- 神保貴宏（外野手） - 2011年育成選手ドラフト1位で東北楽天ゴールデンイーグルスに入団
- 小野寺賢人（投手） - 退団後、ルートインBCリーグの埼玉武蔵ヒートベアーズを経て、2024年に台湾・台鋼ホークスに入団

## 元プロ野球選手の競技者登録
- 広瀬哲朗（元：日本ハムファイターズ） - 総監督→退団
- 渡部龍一（元：北海道日本ハムファイターズ） - 捕手（2012年）→退団
- 加藤謙如（元：横浜ベイスターズ） - コーチ→退団

## 主な在籍選手
- 本間篤史（監督兼任）→退団
- 伊藤優希（外野手）→退団